# Parc national de l'île Bastimentos
Le parc national de l'île Bastimentos (en espagnol: Parque Nacional Marino Isla Bastimentos) est un parc marin situé dans l'archipel de Bocas del Toro, au Panama. Le parc couvre 13 226 hectares.

## Histoire
Le parc est géré et protégé par l'Autorité nationale de l'environnement du Panama (ANAM) depuis sa création en 1988,. Les Cayos Zapatillas sont l'endroit le plus populaire pour visiter ce parc.

## Géographie
Le site a une superficie de 13 000 hectares dont  11 596 sont marins. Il comprend plusieurs îles, dont la Cayo Zapatilla Major et d'autres îles mineures.

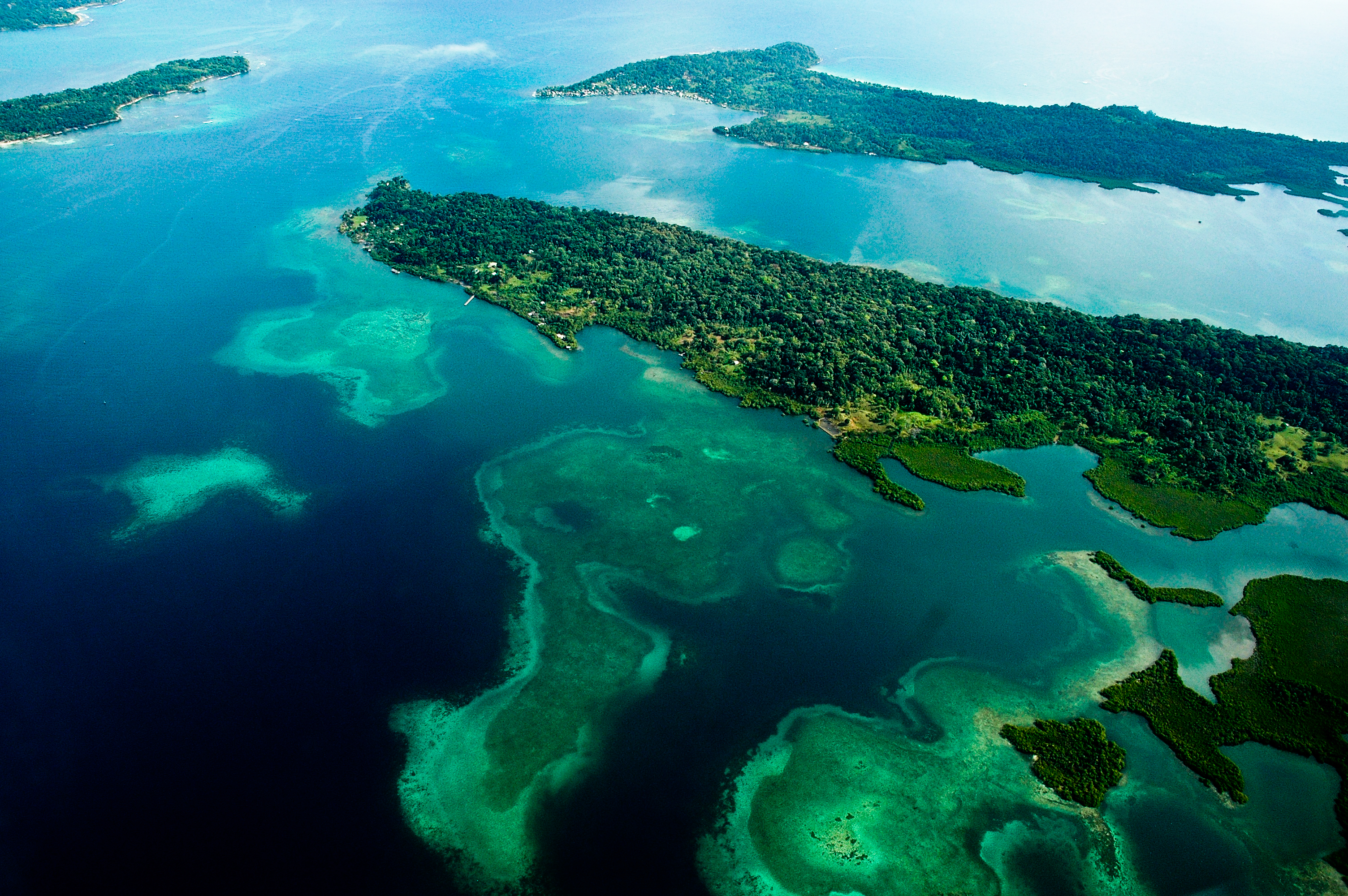
Vue aérienne de l'île de Bastimentos

## Faune et flore
Le parc protège des forêts, des mangroves, des singes, des paresseux, des caïmans, des crocodiles et 28 espèces d'amphibiens et de reptiles. Playa Larga (longue plage), sur l'île Bastimentos, qui est un important site de nidification pour les tortues de mer. Quatre espèces de tortues de mer menacées l'utilisent comme site de nidification d'avril à octobre. Le Dendrobate fraise  (Oophaga pumilio) habite également l'île. Il abrite plus de 250 espèces de poissons et de mammifères marins.
Les tortues se rendent principalement à Playa Larga (longue plage), qui est située au nord du parc marin.
Les singes et les paresseux sont observés à Quebrada de Sal (Salt Creek).
Le parc compte également près de quatre-vingt-dix espèces différentes de coraux. Les coraux auraient plus de 10 000 ans.